# Сельський Володимир Олександрович
Володи́мир Олекса́ндрович Се́льський (13 жовтня 1883, село Вихилівка, нині Ярмолинецького району Хмельницької області — 18 лютого 1951, Київ) — український геофізик і геолог. Дійсний член АН УРСР (з 1939).

## Життєпис

### Родина
Народився 13 жовтня 1883 року в сім'ї православного священика села Вихилівки.

### Освіта
Маючи свідоцтво про закічення чотирьох класів Подільської духовної семінарії, 1904 року як стороння особа складає іспит зрілості у чоловічій гімназії міста Златополя і отримує атестат за № 749.
1909 року закінчує фізико-математичний факультет Київського Імператорського університету Святого Володимира і залишається навчатися в аспірантурі, яку закінчує 1912 року.

### Педагогічна праця
У 1913–1916 навчальних роках викладач без чину предметів Природознавство та Географія, у 1917–1918 навчальному році інспектор, а у 1918–1920 навчальних роках директор Кисловодської чоловічої гімназії.
У 1921–1928 навчальних роках директор Грозненського нафтового інституту (на правах вищого технікуму).
Очолює створену 1944 року на геологічному факультеті Київського університету кафедру геофізичних методів пошуків та розвідки родовищ корисних копалин.
У 1945 році, переїхавши до Львова, організовує в місцевому університеті кафедру геофізики, а потім таку ж кафедру і в політехнічному інституті.

### Трудова діяльність
У 1929–1930 роках — начальник Грознафторозвідки.
У 1931–1935 роках — старший геолог «Союзнафти».
У 1935–1939 роках — консультант Державного геофізичного тресту СРСР.
З 1939 року — керівник відділу геофізики Інституту геологічних наук АН УРСР.

### Наукова праця
У 1939 році його обирають дійсним членом Академії наук УРСР. Він стає керівником відділу геофізики Інституту геологічних наук АН УРСР, веде важливі дослідження в галузі нафтових родовищ. Завдяки розробленим ним геофізичним методам розвідки під час Другої світової війни було знайдено значну кількість нових родовищ.
Значну увагу присвятив дослідженням нафтових родовищ України, вивченню тектоніки Дніпровсько-Донецької западини, вивчав мінеральні ресурси західних областей України, був керівником геофізичних розвідок складних тектонічних районів Карпат та Прикарпаття.
Значний поштовх дав розвитку прикладної геофізики і суміжних областей: геотектоніки, прогнозу і глибинного геокартування землетрусів.
Один із перших передбачив й обґрунтував зміст розвитку геофізики в конкретному застосуванні її результатів при вирішенні прикладних завдань пошуків і розвідки корисних копалин.
Довів необхідність комплексних геофізичних досліджень при вирішенні геологічних завдань і пошуках нафти та визнається основоположником геологічної інтерпретації комплексних геофізичних досліджень.
На основі геофізичних даних сформував перші моделі глибинної геологічної будови Європейської частини СРСР, західного схилу Уралу та інших регіонів.
Вперше обґрунтував необхідність застосування геофізичних досліджень для вивчення джерел сучасних тектонічних явищ.
|  | У розвитку геофізики його ім'я стоїть поруч з такими корифеями науки, як М. В. Ломоносов, ... О. Ю. Шмідт |

Став автором низки важливих монографій і підручників, написав понад 160 наукових праць.
Основні праці:
- Миграция и происхождение нефти. М.; Л., 1935;
- «Краткий курс прикладной геофизики» (1938);
- «Мінеральні багатства західних областей України» у «Вістях АН УРСР» (1940);
- Основные рисунки тектоники Днепровско-Донецкой впадины в свете результатов геофизических работ. 1940;
- Систематизация мирового опыта по изучению результатов работ прикладной геофизики. 1940;
- Изучение строения земной коры на основании данных геофизики. М.; Л., 1941;
- Очерк геологического строения нефтеносной полосы западных областей Украины. М.; Л., 1941.

### Нагороди
- Золота медаль за монографію по петрографії Гніваньського району Українського кристалічного масиву.

### Останні роки життя
Помер 18 лютого 1951 у Києві.

## Зазначення
1. ↑  Сельский Владимир Александрович // Большая советская энциклопедия: [в 30 т.] / под ред. А. М. Прохорова — 3-е изд. — Москва: Советская энциклопедия, 1969.
2. ↑  Державний архів Кіровоградської області. Список учнів і сторонніх осіб, які витримали іспит зрілості в 1904 році. Ф. 499 опис 1 справа 582 С. 2 зв. [Архівовано 2016-11-30 у Wayback Machine.](рос. дореф.)
3. ↑  Адрес-Календарь. Общая Роспись начальствующих и прочих должностных лиц по всем управлениям в Российской империи на 1914 год. Часть 1 и 2. Ч. 1 С. 630 [Архівовано 3 листопада 2016 у Wayback Machine.](рос. дореф.)
4. ↑  Адрес-календарь Российской Империи на 1915 г., (часть 1 и 2). Ч. 1 С. 659 [Архівовано 18 жовтня 2016 у Wayback Machine.](рос. дореф.)
5. ↑  Адрес-Календарь. Общая Роспись начальствующих и прочих должностных лиц по всем управлениям в Российской империи на 1916 год. Часть 1 и 2. Ч. 1 С. 618 [Архівовано 2 квітня 2015 у Wayback Machine.](рос. дореф.)
6. ↑  Українська радянська енциклопедія : у 12 т. / гол. ред. М. П. Бажан ; редкол.: О. К. Антонов та ін. — 2-ге вид. — К. : Головна редакція УРЕ, 1974–1985.